# Вонг, Джейдин
Дже́йдин Вонг (англ. Jadyn Wong, род. 11 мая 1985, Медисин-Хат) — канадская актриса. Наиболее известна по роли Хэппи Куинн в телесериале «Скорпион».

## Жизнь и карьера
Вонг родилась в Медисин-Хат, провинция Альберта, в семье реставраторов из Гонконга. Она окончила среднюю школу Медисин-Хат. После этого Вонг начала учиться на факультете бизнеса в Университете Калгари, но позже решила посвятить себя актёрской профессии.
В 2006 году Вонг оставила учёбу в колледже, чтобы сыграть в мини-сериале «Прерванный путь».
В 2014 году она получила одну из главных ролей в телесериале CBS «Скорпион».

## Фильмография
| Год       |     | Русское название         | Оригинальное название   | Роль               |
| --------- | --- | ------------------------ | ----------------------- | ------------------ |
| 2006      | мтф | Прерванный путь          | Broken Trail            | Ги Мун             |
| 2009      | в   | Космические друзья       | Space Buddies           | китайский репортёр |
| 2010      | с   | Каприка                  | Caprica                 | геймер             |
| 2010      | кор | Письма                   | The Letters             | Эйприл Юнг         |
| 2011      | с   | Копы-новобранцы          | Rookie Blue             | Мэри Ву            |
| 2011      | с   | Быть Эрикой              | Being Erica             | Рэйчел             |
| 2012      | ф   | Космополис               | Cosmopolis              | корреспондент      |
| 2014      | с   | Зов крови                | Lost Girl               | Дао-Мин            |
| 2014      | с   |                          | Working the Engels      | Ширл               |
| 2014      | с   | Заведённые               | Spun Out                | Эстер Уинг         |
| 2014      | тф  |                          | Client Seduction        | Молли              |
| 2014      | ф   | Отладка                  | Debug                   | Диондра            |
| 2014—2018 | с   | Скорпион                 | Scorpion                | Хэппи Куинн        |
| 2016      | ф   | Сусана, ты меня убиваешь | Me estás matando Susana | Альтаграсия        |